# 29458 Pearson
29458 Pearson è un asteroide della fascia principale. Scoperto nel 1997, presenta un'orbita caratterizzata da un semiasse maggiore pari a 2,4158405 UA e da un'eccentricità di 0,2210767, inclinata di 2,73581° rispetto all'eclittica.